# Phalacropterix turatii
Phalacropterix turatii är en fjärilsart som beskrevs av Otto Staudinger 1877. Phalacropterix turatii ingår i släktet Phalacropterix och familjen säckspinnare. Inga underarter finns listade i Catalogue of Life.